# ピーシュガーム
ピーシュガーム (ペルシア語: پیشگام, "開拓者")またはカーヴォシュガル5(کاوشگر ۵、"探検者5")は、2013年1月28日に打ち上げられたイランのロケット。アカゲザルが乗せられており、有人宇宙飛行へ向けた技術開発を意図し、生物を乗せたイランのロケット系統のひとつ。

## カーヴォシュガル計画
カーヴォシュガル計画はイランにおける生命の宇宙飛行の試みである。カーヴォシュガル3号までには芋虫、亀、ねずみが乗せられており、カーヴォシュガル4号と呼ばれるロケットが2011年3月に打ち上げられており、これは弾道軌道で最大150kmの高度に到達し、打ち上げ地点から300km離れた位置に着陸した。このロケットもサルを収容できる「宇宙船」が搭載されていたが空であった。
最初のカーヴォシュガル5の打ち上げは2011年8月23日から9月22日(イランのシャフリーヴァルの月)に予定され、あるソースによると打ち上げは2011年9月15日に行われたとされる。カーヴォシュガル5号はカプセルにアカゲザルが乗せられていたが死んでしまった。その後の10月3日、イランは生きた動物の宇宙飛行計画の停止を発表した。
2012年8月1日、イラン宇宙機関のハミード・ファーゼリーは2012年8月19日に終わるラマダンの後に再びサルの宇宙への打ち上げを実行すると発表した。その後は2012年12月まで続報はなく、12月にはすぐ行われると発表した。
2013年1月28日、イランは「今日打ち上げが行われる」と発表した。この日はムハンマドの誕生日として宗教的意味を持っており、預言者生誕祭として知られている。その後の詳細はロケットは安全に着陸し、サルは生存しているということ以外
伝えられなかったと、欧米では報じられた。イラン国内では、打ち上げ前の様子や回収の様子が報じられ、打ち上げから着地までのオンボード映像も、1月の発表直後にイラン学生通信(ISNA)によって報じられていた。

## ロケット
報告によるとロケットは20分間の飛行を行い、最高で高度150kmに達した。これはオミードを打ち上げたサフィールに類似する。
イラン宇宙機関は最初の打ち上げ前、東南アジアから来た5歳のアカゲザルを乗せているとしていた。このサルの健康は打ち上げ前にチェックされ、打ち上げは生命維持システムの動作とサルが良好な健康状態で着陸することを実証するのが目的だったとされる。イランは2020年に有人宇宙飛行を行う計画があると述べている。

## 註
1. 1 2  “Space Events - 2011”.   Zarya.info. 2012年10月19日時点のオリジナルよりアーカイブ。2012年9月7日閲覧。
2. 1 2  “Iran failed with space monkey launch: Report”.   Zee News (2011年11月12日). 2012年9月7日閲覧。
3. 1 2  “Iran to Send More Living Creatures into Space Soon”.   Fars News Agency (2012年8月1日). 2012年9月7日閲覧。
4. 1 2  Nicola Guttridge (2012年8月3日). “Iran Space Agency to launch a monkey into space”.   New Scientist. 2012年9月7日閲覧。
5. ↑  Jonathan McDowell. “Kavoshgar”. Jonathan's Space Page. 2012年9月9日閲覧。
6. ↑  “Report: Iran Attempt to Launch Monkey Into Space Fails”. Space.com (2011年10月12日). 2012年9月8日閲覧。
7. 1 2 3  “Iran fails with space monkey launch”.   Daily Telegraph (2011年10月12日). 2012年9月7日閲覧。
8. ↑  “‘Iran to launch “kavoshgar-5” satellite carrier into space in near future’”.   Iran English Radio (2012年8月1日). 2012年9月7日閲覧。
9. ↑  “Iran to send monkey into space after month of Ramadan”.   Tehran Times (2012年8月1日). 2012年9月7日閲覧。
10. ↑  “Muslim calendar for 2012”.   BBC. 2012年9月7日閲覧。
11. ↑  “Iran sends living creature into space”. Iran Project (2013年1月28日). 2013年1月28日閲覧。
12. ↑  “Go For Launch!”.   Zarya.info. 2013年1月28日閲覧。
13. ↑  “Iran says monkey sent to space”. Al Jazeera (2013年1月28日). 2013年1月28日閲覧。
14. ↑  “Iran sends living creature into space”. Press TV (2013年1月28日). 2013年1月28日閲覧。
15. ↑  http://www.youtube.com/watch?v=G7kYV1eXXMI
16. ↑  http://www.youtube.com/watch?v=TPob2CFVTzg
17. ↑  http://www.youtube.com/watch?v=0pv9_m1nDuo
18. 1 2  “Iran to launch Kavoshgar-5 carrying living creature in Mordad/July 22-August 22”.   Iranian Space Agency (2011年6月28日). 2012年9月7日閲覧。